# 46664
46664 (четыреста шестьдесят шесть, шестьдесят четыре) — тюремный номер Нельсона Манделы во время его заключения с 1964 года по 1982 год в тюрьме на острове Роббенэйланд. «46664» также является названием благотворительной организации, борющейся с распространением ВИЧ/СПИДа в странах третьего мира.

## Происхождение
Номер означает, что Нельсон Мандела был 466-м заключённым в 1964 году. Номер его тюрьмы оставался «46664» до 1982 года, тогда он был переведён в тюрьму Полсмур и получил тюремный номер «22082».
Мандела предложил использовать номер «46664» как символический номер для борьбы с ВИЧ/СПИДом. Он должен напоминать миру, что человек не может быть приравнен к набору цифр. Все люди равны, поэтому люди, живущие со СПИДом, имеют такое же право на жизнь и на лечение, как и обычные люди.

## Концерты

### Кейптаун, Южная Африка
Кампания «46664» началась 29 ноября 2003 года концертом в Кейптауне на стадионе Green Point, который транслировался на весь мир. Его цель заключалась в повышении осведомленности о распространении ВИЧ/СПИДа в Южной Африке. В концерте приняли участие:
- Anastacia
- Бейонсе
- Роберт Плант
- Боб Гелдоф
- Queen (Брайан Мэй и Роджер Тейлор)
- Dave Stewart
- Пол Окенфолд с Shifty Shellshock и TC
- Amampondo Drummers
- Baaba Maal
- Юссу Н’Дур
- Юсуф Ислам (ранее известный под именем «Кэт Стивенс»)
- Питер Гэбриел
- Angelique Kidjo
- Боно и Эдж из U2
- Abdel Wright
- Chris Thompson, Zoe Nicholas, Treana Morris
- Yvonne Chaka Chaka
- Bongo Maffin
- Johnny Clegg
- Джимми Клифф
- The Corrs
- Ladysmith Black Mambazo
- Eurythmics
- Danny K
- Watershed
- Зуккеро
- Ms Dynamite
- Andrew Bonsu
- Soweto Gospel Choir

После концерта были выпущены 3 концертных диска и DVD под названием «46664: The Event».

### Джордж, ЮАР
19 марта 2005 года ещё один ежегодный концерт «46664» был проведён в Fancourt Country Club и Golfing Estate, в городе Джордж, Южная Африка с такими исполнителями, как Кэти Мелуа, Prime Circle, Энни Леннокс, Джулука с Джонни Клеггом и Queen, Пол Роджерс. Ведущим был Уилл Смит.

### Мадрид, Испания
Первое мероприятие «46664», которое организовано в Европе, прошло с 29 апреля по 1 мая 2005 года в Мадриде, Испания. Концерты под названием «46664 Festival Madrid» были ориентированы на испаноязычных исполнителей.

### Йоханнесбург, ЮАР
1 декабря 2007 года в Международный день борьбы со СПИДом, в Йоханнесбурге, Южная Африка, прошёл третий концерт. Концерт проходил в Эллис-парке, на нем выступили: Питер Гэбриел, Энни Леннокс, Анжелика Киджо, Лудакрис, Коринн Бейли Рэй, Goo Goo Dolls, Razorlight, The Who, Prime Circle, Cassette и Jamelia. Концерт транслировался в прямом эфире на iclips.net. Все технические услуги были предоставлены Gearhouse Group South Africa.
В течение трёх недель в феврале 2009 года Евролига УЛЕБ провела совместную акцию с «46664» под девизом «Это в наших руках» (англ. It’s in our hands), в ходе которой все игроки, а также рефери, выходили на матчи с татуировкой «46664» на руке.

### Лондон, Великобритания
27 июня 2008 года в лондонском Гайд-парке состоялся концерт в честь 90-летия Нельсона Манделы.
Среди артистов, выступавших на этом мероприятии, были Дживан Гаспарян, Джош Гробан, Дзуккеро, Queen, Пол Роджерс, Энни Леннокс, Simple Minds, Джерри Даммерс, Эми Уайнхаус, Amaral, The Who, Sugababes, Razorlight, Леона Льюис, Эдди Грант, Джоан Баез, Джамелия. Открыл концерт Уилл Смит вместе со своей женой Джадой Пинкетт-Смит. На концерте Уилл Смит исполнил свою песню «Switch».
Среди других знаменитостей, которые там выступали, были Льюис Хэмилтон, Джери Халлиуэлл и Питер Гэбриел. К ним присоединились южноафриканские и африканские художники Джонни Клегг, Сифо Мабусе, Лойисо, Вуси Махласела, хор Евангелия Соуэто, хор сирот из СПИДа «Дети Агапе», Папа Вемба, а также суданский рэпер «ребенок войны» Эммануэль Джал.
Концерт транслировался в прямом эфире на Iclips.net и на Virgin Radio, а основные моменты транслировались на ITV1 (и MHD в Соединенных Штатах), ведущими выступили Филипп Скофилд и Фёрн Коттон.